# حكومة بنغلاديش المؤقتة
الحكومة المؤقتة لجمهورية بنغلاديش الشعبية هي حكومة مؤقتة تم إنشاءها بعد إعلان استقلال منطقة باكستان الشرقية في 10 أبريل 1971. هي القيادة العليا لحركة التحرير البنغلاديشية.